# Вја Фаусто Копи (Беневенто)
Вја Фаусто Копи је насеље у Италији у округу Беневенто, региону Кампанија.
Према процени из 2011. у насељу је живело 634 становника. Насеље се налази на надморској висини од 50 м.